# Saint-Pourçain-sur-Sioule
 Saint-Pourçain-sur-Sioule  es una población y comuna francesa, situada en la región de Auvernia, departamento de Allier, en el distrito de Moulins y cantón de Saint-Pourçain-sur-Sioule.

## Demografía
| 4799 | 5088 | 5345 | 5199 | 5159 | 5266 |
| Para los censos de 1962 a 1999 la población legal corresponde a la población sin duplicidades (Fuente: INSEE [Consultar]) |      |      |      |      |      |